# Quelândio
Quelândio (em grego: χελάνδιον; romaniz.: Chelándion; plural: chelandia; em latim: chelandium) era um tipo de galé de guerra, variante do drómon, que também funcionava como transporte de carga.

## História
O termo quelândio deriva da palavra grega kelēs ("cavalo de guerra") e apareceu pela primeira vez no início do século VIII. No latim medieval utilizado na Europa ocidental da época, foi traduzido como chelandium ou scelandrium (escelândrio; e, daí, o nome do transporte do século XII sandano [sandanum]), enquanto que os árabes o traduziram como shalandī (plural shalandiyyāt) e o utilizaram para os navios de mesmo tipo em suas próprias marinhas.
Em comum com as características do drómon, o quelândio era uma galé birreme, ou seja, com duas fileiras de remadores que providenciavam o meio de propulsão, embora ele também carregasse uma ou duas velas latinas, e era comandado por dois lemes na popa. Ele também podia ser equipado com sifões para atirar o famigerado fogo grego, a arma secreta incendiária dos bizantinos
O termo quelândio é geralmente utilizado de forma intercambiável com drómon nas fontes literárias medievais, o que provoca uma grande confusão sobre a natureza exata deste tipo de navio e suas diferenças em relação ao drómon. Parece, porém, que o tipo tenha se originado como "transporte de cavalos" (hippagōgon), o que, por sua vez, implica algumas diferenças na construção em relação ao drómon padrão: no mínimo, a presença de um compartimento especial ao longo do comprimento do navio a meia-nau para acomodar uma fileira de cavalos, o que aumentaria sua boca e a profundidade da área de carga.

## Variações
No século X, quelândios formavam o grosso da marinha bizantina, com dois tipos principais: o quelândio ousíaco (em grego: χελάνδιον οὑσιακόν; romaniz.: chelandion ousiakon) ou simplesmente ousíaco (ousiakon/ousiakos; plural: ousiakoi), assim chamados por serem tripulados por uma ousia de 108 homens, e o quelândio pânfilo (em grego: χελάνδιον πάμφυλον; romaniz.: chelandion pamphylon), ou simplesmente pânfilo (pamphylos/pamphylon; plural: pamphyloi), tripulado por 120-160 homens, sendo que o nome implica ou uma origem na região de Panfília como nau de transporte ou por ter uma tripulação de "marinheiros selecionados" (do grego πᾶν + φῦλον - "de todas as tribos").